# تشارلز سوليفان
تشارلز سوليفان (بالإنجليزية: Charles Sullivan)‏ هو ممثل أمريكي، ولد في 24 أبريل 1899 في الولايات المتحدة، وتوفي في 25 يونيو 1972 بلوس أنجلوس في الولايات المتحدة.

## أعمال

### أفلام
- (1933) سيدة لمدة يوم
- (1933) كينغ كونغ[2][3]
- (1934) هنا تأتي البحرية
- (1936) السيد ديدز يذهب إلى المدينة
- (1936) سان فرانسيسكو
- (1938) طيار الاختبار
- (1939) السيد سميث يذهب إلى واشنطن
- (1940) الديكتاتور العظيم[4][5]
- (1946) إنها حياة رائعة[6]
- (1951) ها قد أتى العروس
- (1952) الزمن السعيد
- (1957) امرأة التصميمات
- (1958) الهتاف الأخير

## وصلات خارجية
- تشارلز سوليفان على موقع IMDb (الإنجليزية)
- تشارلز سوليفان على موقع ألو سيني (الفرنسية)
- تشارلز سوليفان على موقع أول موفي (الإنجليزية)
- تشارلز سوليفان على موقع قاعدة بيانات الأفلام السويدية (السويدية)
- تشارلز سوليفان على موقع قاعدة بيانات الفيلم (الإنجليزية)
- تشارلز سوليفان على موقع كينوبويسك (الروسية)